# Hawker Sea Hawk
L'Hawker Sea Hawk è un aereo da caccia imbarcato a getto, monomotore, monoposto e monoplano ad ala dritta, sviluppato dall'azienda aeronautica britannica Hawker Aircraft Limited nei tardi anni quaranta e avviato alla produzione sia dalla stessa che dall'Armstrong Whitworth Aircraft nel decennio successivo.
Primo caccia a reazione britannico di successo tra quelli specificatamente progettati per l'impiego imbarcato, il Sea Hawk era caratterizzato dagli scarichi motore sdoppiati e posizionati sul bordo d'uscita alare.

## Storia del progetto
Durante la fase finale della Seconda guerra mondiale, l'ufficio tecnico della Hawker iniziò ad approcciarsi alla tecnologia del motori a getto, inizialmente valutando un intervento sulla struttura alare dell'Hawker Fury/Sea Fury, modificandola ed "allungandola" allo scopo di trovare spazio per l'installazione centrale del turbogetto Rolls-Royce Nene nella cellula e spostando la cabina di pilotaggio all'estremità anteriore della fusoliera; questi studi preliminari portarono allo sviluppo del P.1035. Il progetto attirò l'attenzione dell'Air Ministry, il ministero che nel Regno Unito sovraintendeva l'intera aviazione, il quale visionandolo suggerì l'introduzione di numerose correzioni modificando sostanzialmente i disegni originali; la forma dell'ala abbandonò la pianta ellittica del Fury introducendo, nelle radici alari, nella parte anteriore la coppia di prese d'aria ed in quella posteriore il corto ugello di scarico biforcato, una soluzione battezzata in seguito "a gambe di pantaloni". Questa riprogettazione si concretizzò nella costruzione, su iniziativa privata dell'azienda, nel P.1040. L'inusuale ugello biforcato consentì sia di ridurre le perdite di potenza che la creazione di uno spazio nella parte posteriore della fusoliera per i serbatoi di combustibile, dotando il velivolo di un'autonomia superiore a molti dei primi velivoli a reazione. I serbatoi di carburante furono installati a prua ed a poppa del motore al fine di garantire un centro di massa stabile durante il volo. Inizialmente, benché la velocità massima prevista raggiungibile fosse di soli 600 mph (965,61 km/h), il P.1040 fu concepito per ricoprire il ruolo di caccia intercettore nei reparti della Royal Air Force (RAF). Quando nel 1945 la RAF si dimostrò poco interessata al progetto in quanto riteneva offrisse caratteristiche non sufficientemente superiori ai caccia già in servizio, i Gloster Meteor e de Havilland Vampire, il P.1040 venne offerto all'Admiralty, in una versione opportunamente modificata per operare dalle portaerei, nel ruolo di caccia imbarcato a supporto della flotta, il P.1046.
Il prototipo P.1040 (VP401), citato a volte come Hawker N.7/46 in base alle convenzioni della marina, venne portato in volo per la prima volta il 2 settembre 1947, ai comandi del pilota collaudatore Bill Humble. Le successive prove in volo rivelarono alcuni problemi di gioventù tra i quali vibrazioni trasmesse alla cellula, violente nella sezione dell'impennaggio, che costrinsero a ridisegnare la carenatura dei condotti di scarico del motore e l'aggiunta di una carenatura "a pallottola" in coda. Altri problemi minori, tra cui l'elevata forza da imprimere alla barra di comando e le distorsioni dovute alla forma del tettuccio durante le fasi del lungo decollo furono attribuite alla bassa spinta fornita dal Nene 1, valori non forniti da costruttore in regime di piena potenza.

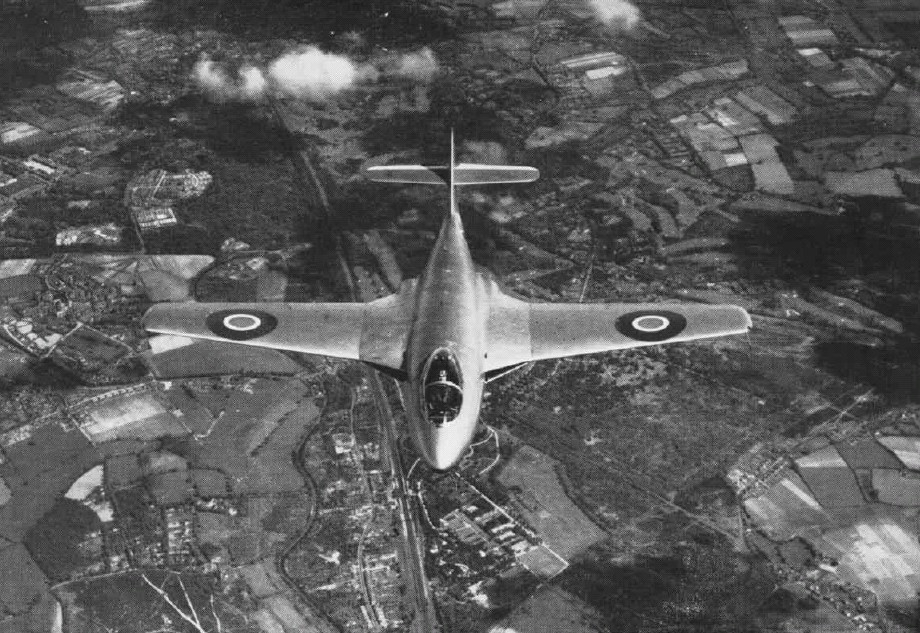
Il prototipo Hawker P.1040 VP401.

Il prototipo della versione imbarcata, il VP413, che integrava tutte le tecnologie atte all'uso da portaerei, tra cui le ali ripiegabili e l'equipaggiamento per consentire l'aggancio alla catapulta, e l'installazione completa dell'armamento in dotazione, non riuscì a volare prima del 31 agosto 1948. Il terzo prototipo, portato in volo nel 1949, abbinava all'adozione di una serie di modifiche sperimentate sul VP413, l'installazione di un gancio di coda di maggior lunghezza ritenuto necessario per ovviare ai numerosi mancati agganci avvenuti durante le simulazioni di appontaggio. Dopo che l'installazione del gancio di coda così modificato diede riscontri positivi la modifica venne estesa a tutti i prototipi fino al termine delle simulazioni a terra. La successiva fase di prove venne iniziata quello stesso anno dal ponte di volo dalla HMS Illustrious. Il VP401, il primo prototipo, continuò nel programma di test e prima di essere radiato venne coinvolto in due eventi significativi. Il 1 agosto 1949 la Royal Navy iscrisse il velivolo alle National Air Races, competizione aeronautica, riuscendo ad aggiudicarsi il primo posto nella SBAC Challenge Cup Race, davanti ad un Vampire 3 e ad un DH.108. Il prototipo venne in seguito convertito nel P.1072 a propulsione mista, integrando nella cellula un motore a razzo ausiliario, diventando il primo aereo britannico dotato di propulsione a razzo. Dopo alcuni voli effettuati nel 1950, il motore a razzo esplose durante un test e, anche se riparata, la cellula venne scartata.
Il terzo prototipo venne utilizzato, al fianco di un Vampire Mk 21 appositamente modificato, in una serie di test atti a valutare la fattibilità di operare senza carrello d'atterraggio utilizzando un dispositivo identificato come flexible deck (piattaforma flessibile). Decollando dall'aeroporto di Farnborough, il VP413 riuscì ad effettuare con successo alcuni test, sia nel lancio da catapulta che nell'atterraggio sul dispositivo elastico approntato allo scopo, mantenendo retratto il carrello durante i voli. Nonostante fosse stato dimostrato che il sistema era funzionale, il progetto venne abbandonato nel 1950, quando l'adozione di motori dalla maggior potenza preclusero la necessità di adeguare radicalmente il progetto al concetto di aerei militari privi di carrello d'atterraggio.
Il modello, che venne identificato come Sea Hawk, ottenne una serie di successivi ordini di fornitura da parte della Royal Navy per un totale di 100 esemplari. Il primo Sea Hawk F1 di produzione in serie fu il WF143, che effettuò il primo volo il 14 novembre 1951, caratterizzato da un'ala da 39 ft (12 m) di apertura ed un impennaggio dalle superfici maggiorate.
A differenza del suo concorrente, il Supermarine Attacker (il primo velivolo a getto ad entrare in servizio nella FAA), il Sea Hawk era equipaggiato con un carrello di tipo triciclo anteriore, soluzione che permetteva rispetto a quella con classico ruotino sotto la coda di operare con maggior facilità dai ponti di volo delle portaerei. Caratterizzato da un'impostazione, nei confronti dei pari ruolo dell'epoca, convenzionale, il Sea Hawk era dotato di ala dritta quando, ad esempio, il North American F-86 Sabre ne adottava una più evoluta a freccia. In seguito venne avviato lo sviluppo di una versione con ala a freccia, concretizzatosi nei prototipi P.1052 e P.1081, che pur non essendo avviati alla produzione in serie fornirono l'esperienza necessaria, determinante nei test del P.1081, ad avviare lo sviluppo del progetto del futuro Hawker Hunter. Come molti progetti relativi ai caccia a reazione di prima generazione, il suo periodo operativo fu breve, ben presto superato da modelli avanzati caratterizzati da prestazioni più elevate.

## Tecnica

### Cellula
Si trattava di un caccia monoposto, monoplano ad ala diritta e monomotore, con una struttura metallica e un carrello triciclo anteriore, straordinariamente corto, tanto da lasciare una luce libera di pochi decimetri tra il ventre e il ponte di volo (specialmente al momento dell'appontaggio).
La principale caratteristica della fusoliera era la sua struttura affusolata con un diametro continuamente variabile dal muso alla coda, dando una forma aerodinamica molto raffinata e con un aspetto quasi "ad oliva" allungata.
La velatura dell'aereo verteva su di un'ala diritta con elevato angolo di diedro positivo, mentre i piani di coda erano parimenti semplici, ma per essere più efficaci gli elementi orizzontali erano posti sul timone verticale, dietro ad un grande cono aerodinamico. Al di sotto della coda c'era il gancio di arresto, un'altra relativa novità.
Il pilota aveva un ottimo campo visivo, anche perché l'abitacolo era sistemato molto in avanti, praticamente a ridosso del muso, in quanto i caricatori dei cannoni erano sistemati dietro di esso, non davanti (come ad esempio sul Messerschmitt Me 262). Questo costituì una felice intuizione dei progettisti britannici a partire dal Gloster Meteor (se non dal Westland Whirlwind, praticamente il suo antesignano ad elica, anche se decisamente più piccolo) per liberare finalmente il campo visivo del pilota in basso e in avanti.

### Motore
La sistemazione dell'apparato propulsivo era la principale ragione d'interesse del progetto. Il Motore era un R.R. Nene da circa 2.200 kg di spinta, sistemato al centro della fusoliera, con le prese d'aria elegantemente annegate sul bordo d'entrata delle ali e il condotto dei gas di scarico sdoppiato ed uscente dalla radice del bordo d'uscita alare. Si lasciava così la parte posteriore della fusoliera libera da ogni compromesso relativo alla presenza dell'apparato motore, dandogli la possibilità di essere costruita con la massima aerodinamicità possibile, come se si trattasse del progetto di un aereo da caccia a pistoni, senza motori dorsali, doppie travi di coda o semplicemente perdita di potenza attraverso la lunghezza dello scarico del motore, che essendo un turbogetto centrifugo doveva necessariamente, a motivo del suo diametro, essere posizionato nella parte più larga della fusoliera.

### Armamento
L'armamento, inizialmente solo di lancio, verteva sul classico quartetto di cannoni Hispano da 20 mm, probabilmente con 200 colpi l'uno. In seguito vennero aggiunti razzi da 76 mm e bombe da 227 kg.

## Impiego operativo

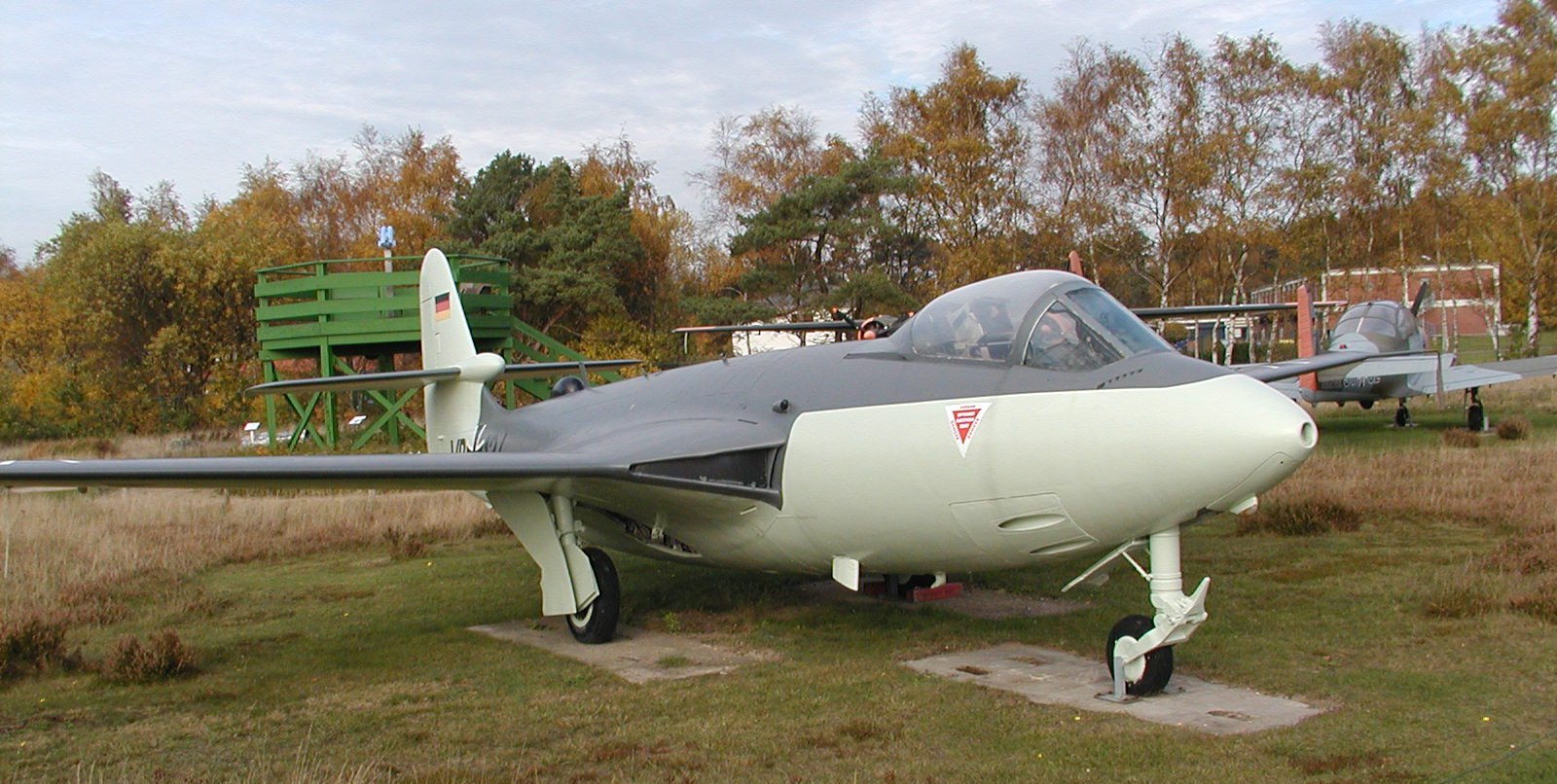
L'Hawker Sea Hawk Mk.100 ex Marineflieger esposto all'Internationales Luftfahrtmuseum di Schwenningen.

Il Sea Hawk venne messo in ombra dall'Hawker Hunter, e la produzione venne assegnata alla Armstrong Whitworth (per l'Mk.2).
L'entrata in servizio avvenne ben 6 anni dopo il volo del prototipo, per confronto il Grumman F9F Panther volò nel novembre 1947 ed entrò in linea nel maggio 1949, ovvero meno di 2 anni dopo. Il modello era il Mk.1, dotato di motore Nene da 2.270 kg.
Il successivo Mk.3 ebbe capacità di attacco al suolo, come anche l'Mk.4. Dal 1956 divenne disponibile il Nene Mk.102 con una spinta statica di circa 2.450 kg, motivo per cui le macchine in servizio vennero aggiornate allo standard Mk.5 e Mk.6.
Il jet della Hawker era un velivolo di successo anche nell'export, con acquisti da parte della Germania Ovest (aviazione di marina basata a terra), Paesi Bassi ed India per la portaerei all'epoca in servizio, anch'essa di origine britannica.
Partecipò alla guerra arabo-israeliana del 1956, in cui vi fu una partecipazione anglo-francese. I Sea Hawk vennero impiegati dalle portaerei Albion, Bulwark ed Eagle, conducendo una buona parte delle 2.000 missioni belliche dell'aviazione navale britannica, in qualità di unico aviogetto disponibile sui ponti delle navi britanniche. Due esemplari andarono persi a causa della reazione egiziana negli attacchi contro gli aeroporti.
Il Sea Hawk venne usato anche dalla Germania Ovest come inizio per la propria componente dell'aviazione navale (Marinefliege) e divenne centrale nel controllare la flotta sovietica del Baltico.
L'India ebbe modo di usare il cacciabombardiere inglese dalla sua portaerei INS Vikrant, capace di portarne 16 oltre a varie altre macchine, nella guerra contro il Pakistan del 1971, usato in ruoli di difesa aerea e soprattutto attacco di obiettivi terrestri.
In termini di colorazione ed araldica, il Sea Hawk aveva in comune con l'Attacker una mimetizzazione con un verde scuro sul dorso e un colore chiaro, quasi bianco sul muso, ventre e fianchi. Gli aerei impiegati nel 1956, durante la guerra arabo-israeliana, avevano strisce sulle ali di colore giallo e nero, simili a quelle usate per gli aerei usati nell'operazione Overlord, lo sbarco in Normandia del 1944, che erano bianche e nere.

## Utilizzatori

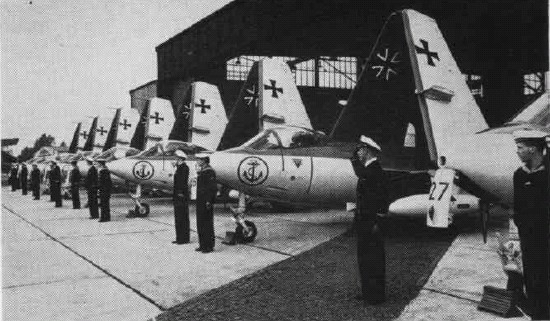
Consegna dei Sea Hawk alla tedesca Bundesmarine a Jagel, 1958.

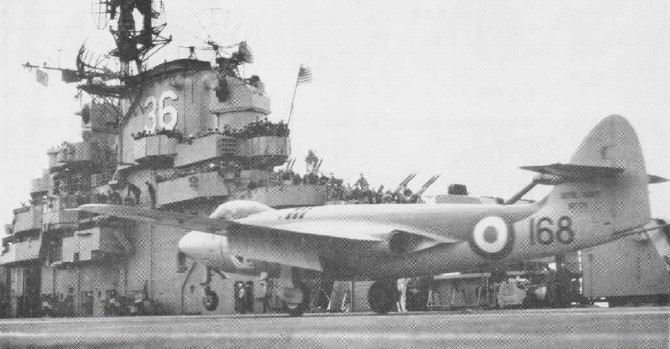
Un Sea Hawk dell'803 Sqn. Fleet Air Arm sul ponte della USS Antietam della U.S. Navy nel 1953.

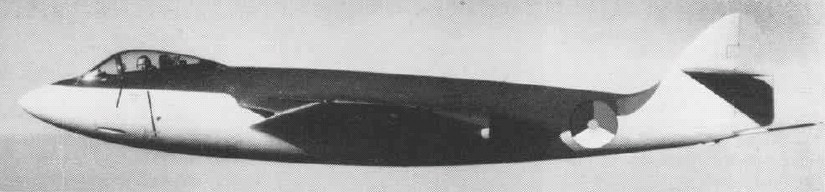
Un Sea Hawk Mk.50 dell'olandese Marine Luchtvaartdienst.

Germania
- Marineflieger

 India
- Naval Air Arm

 Paesi Bassi
- Marine Luchtvaartdienst

 Regno Unito
- Fleet Air Arm

### Pubblicazioni
- (EN) Mike Badrocke, Hawker's First Jet: Database, Hawker Sea Hawk, in Aeroplane, settembre 2002.
- (EN) Tony Buttler, Hawker Sea Hawk (Warpaint No.29), Denbigh East, Bletchley, UK, Hall Park, 2001, ISSN 1363-0369 (WC · ACNP).
- (EN) Derek N. James, Type History: Database, Hawker Sea Hawk, in Aeroplane, settembre 2002.
- (EN) Rocket Motor Doubles Power of Jet Aircraft, in Popular Mechanics, febbraio 1952.
- (EN) Ken Wixey, Sea Hawk, in Aircraft Modelworld, Vol.2 No.6, Clifford Frost Ltd, agosto 1985.